# Rochici
Wspólnota Braci Miłosierdzia od św. Rocha (Rochici) (łac. Fratres Misericordiae sub titulo S. Rochi, lit. Rokitai) – założycielem wspólnoty był biskup wileński Konstanty Kazimierz Brzostowski (1644–1722), który opracował dla rochitów ustawy zakonne. Zgromadzenie osadzone zostało w 1713 przy szpitalu pw. św. Rocha w Wilnie. Rozwinęło się na Litwie i Żmudzi. W 1753 rochici otrzymali kanoniczne potwierdzenie od biskupa Michała Zienkowicza.
Pierwotnie celem rochitów było pielęgnowanie i grzebanie ofiar epidemii — zgodnie z czwartym ślubem zakonnym nakazującym im miłość w ratowaniu ubogich i "powietrzem zarażonych". Ten cel wyrażało charakterystyczne godło zakonne, przedstawiające trupią głowę i skrzyżowane pod nią piszczele, białe na czarnym tle. Znak ten nosili rochici na zakonnych czarnych płaszczach, noszonych na szarych (później białych) habitach przepasanych czarnym pasem skórzanym. Stroju dopełniała czarna czapka. W późniejszym okresie rochici oddawali się pracy duszpasterskiej w parafiach na wzór kapłanów diecezjalnych. 
Wspólnota składała się w większości z braci zakonnych, jednak w każdym domu przebywał jeden kapłan dla duchowej opieki nad chorymi i braćmi. Na czele Wspólnoty stał "brat starszy".
Zgromadzenie zostało skasowane przez władze rosyjskie w 1840, ale przetrwało kilka następnych lat we Worniach i Kęstajciach na Żmudzi, gdzie rochici prowadzili szpitale.